# Tanja Gogowa
Tanja Gogowa, po mężu Ajszinowa (bułg. Таня Гоговa, po mężu Айшинова; ur. 28 kwietnia 1950 w Kyrdżali) – bułgarska siatkarka, medalistka olimpijska.
Uczestniczka turnieju siatkarskiego podczas igrzysk olimpijskich w Moskwie. Wraz z drużyną narodową zdobyła brązowy medal olimpijski; Gogowa zagrała we wszystkich pięciu spotkaniach.
Gogowa jest również mistrzynią Europy z 1981 roku.